# Ittihad Riadhi Baladiat Ouled Yaïch
Maillots
L'Ittihad Riadhi Baladiat Ouled Yaïch (en arabe : الإتحاد الرياضي لبلدية أولاد يعيش), plus couramment abrégé en IRBOY, est un club algérien de football fondé en 1961 et basé dans la ville de Ouled Yaïch, dans la wilaya de Blida.

## Histoire
En 2015, l'IRBOY parvient à accéder aux trente-deuxièmes de finale de la coupe d'Algérie, après avoir éliminé l'ESM Koléa lors du tour précédent.
Actuellement, le club évolue en Régionale 1 de la Ligue de Blida (D5).